# Valutamarknad
Valutamarknaden, eller forexmarknaden (från engelskans "foreign exchange"), är en världsomspännande decentraliserad finansiell marknad för handel med valutor. Handeln utförs i huvudsak ifrån finanscentrum världen över och sker mellan ett brett spektrum av köpare och säljare, dygnet runt med undantag för helger. Valutamarknaden bestämmer de relativa värdena mellan olika valutor.
Det främsta syftet med valutamarknaden är att bistå internationell handel och investeringar genom att göra det möjligt för företag att konvertera en valuta till en annan. Till exempel gör den det möjligt för ett amerikanskt företag att importera europeiska varor och betala för dem i euro, även om företagets inkomster är i amerikansk dollar. Den möjliggör även valutaspekulation och carry trade där investerare lånar valutor med låga räntor och investerar dem i valutor med hög ränta. Emellertid kan spekulation anses vara omoralisk.
På valutamarknaderna, där olika länder (genom sina centralbanker), företag och individer säljer och köper valutor, kan priset för valutor påverkas genom politiska beslut. Penningstarka spekulanter försöker ofta utnyttja sådana politiska beslut för egen vinning. Valutaspekulation har visat sig kunna leda till mycket stora momentana förmögenhetsomfördelningar i ekonomier och därigenom påverka politiska beslut.